# 1,3-Dichlor-2-propanol
1,3-Dichlor-2-propanol (1,3-DCP) ist eine chemische Verbindung aus der Gruppe der Alkohole und Chlorverbindungen und eine wichtige Zwischenstufe in der Synthese der High Production Volume Chemical Epichlorhydrin. Wegen seiner industriellen Bedeutung wurde die Verbindung toxikologisch intensiv untersucht.

## Vorkommen
1,3-DCP entsteht bei der Einwirkung von Chloridionen auf Lipidbestandteile von Lebensmitteln bei unterschiedlichen Bedingungen, wie bei der Zubereitung, beim Kochen und bei der Lagerung.
Der Säurehydrolyseprozess, den viele Hersteller von Sojasaucen verwenden, führt neben der Entstehung von 3-Chlor-1,2-propandiol (3-MCPD) immer auch zu 1,3-Dichlor-2-propanol. Für 3-MCPD wurde vom Bundesinstitut für Risikobewertung (BfR) einen Grenzwert in Lebensmitteln festgelegt, nicht aber für 1,3-DCP. Nach Aussage einiger Wissenschaftler soll 1,3-DCP Krebs auslösen können. Dieser kann in betroffenen Geschlechtszellen an nachfolgende Generationen, die niemals der Chemikalie ausgesetzt waren, weitergegeben werden.
Außer in Sojasaucen wurde 1,3-DCP auch in säurebehandelten Pflanzenproteinzubereitungen, sowie in einer Vielzahl von Fisch- und Fleischerzeugnissen gefunden.

## Gewinnung und Darstellung
In einer frühen Veröffentlichung wird Glycerin mit Dischwefeldichlorid in 62%iger Ausbeute zum 1,3-Dichlor-2-propanol umgesetzt.
Der Prozess ist wegen der unangenehmen Eigenschaften von S2Cl2 nur von historischem Interesse.
Die Synthese auf Basis von Glycerin wurde das erste Mal von Marcellin Berthelot beschrieben. Dies geschah im Rahmen seiner Forschungen zu Reaktionen zwischen Glycerin und gasförmigem Chlorwasserstoff. Für eine praktische Umsetzung eignet sich eine Patentschrift aus dem Jahr 1912.
Für ein großtechnisches industrielles Verfahren eignet sich aber nur eine kontinuierliche Prozessführung. Hierbei wird die Hydrochlorierung von Glycerin statt mit Essigsäure mit Adipinsäure als Katalysator bei 130 °C durchgeführt und bei praktisch vollständigem Glycerin- und HCl-Gasumsatz in einer Gesamtausbeute von 93 % überwiegend 1,3-Dichlor-2-propanol neben ca. 3 % 2,3-Dichlorpropan-1-ol erhalten. Als Zwischenprodukt entsteht das 3-Chlor-1,2-propandiol.
Die Umsetzung (Veresterung) von Glycerin mit Chlorwasserstoff in Gegenwart einer organischen Säure als Katalysator umfasst mehrere Gleichgewichtsreaktionen, wie z. B. Monochlorierung, Dichlorierung, Etherbildung zum Diglycerin, Chlorierung von Diglycerin, Esterbildung mit dem Säurekatalysator usw., die Ausbeuteverluste an 1,3-DCP bei nicht optimierten Prozessen verursachen.

## Eigenschaften
1,3-Dichlor-2-propanol ist eine farblose, schwer entzündbare Flüssigkeit mit phenolartigem Geruch, die leicht löslich in Wasser ist. Sie zersetzt sich bei Erhitzung, wobei Chlorwasserstoff und Phosgen entstehen können.

## Verwendung
1,3-DCP findet wegen seiner toxikologischen Eigenschaften keine Verwendung mehr als Lösungsmittel und zur Textilveredelung.
Das in den USA als Nematizid zur Bodenbehandlung (englisch soil fumigant) verwendete 1,3-Dichlorpropen ist aus 1,3-Dichlor-2-propanol durch Wasserabspaltung zugänglich.
Das mutagene 1,2,3-Trichlorpropan entsteht beim Austausch auch der sekundären Hydroxygruppe in 1,3-Dichlor-2-propanol durch HCl.
Mit dem rasanten Anstieg preisgünstiger Mengen von Glycerin aus der Biodiesel-Produktion in den 1990er-Jahren wurde 1,3-Dichlor-2-propanol als Zwischenstufe zu „Bio-Epichlorhydrin“ (engl. glycerol-to-epichlorohydrin GTE) wieder interessant.
Die optimierten Verfahren, wie u. a. in beschrieben und z. B. als Epicerol®-Technologie (Solvay), GTE process (DOW) oder EPIPROVIT (KVT) kommerzialisiert, wurden in mehreren Großanlagen (>100,000 jato Kapazität) in Asien umgesetzt und sollen eine um 60 % geringere CO2-Bilanz (engl. carbon footprint) als der petrochemische Prozess über Allylchlorid haben. Sowohl der Reaktionsmechanismus als auch die Optimierung großtechnischer Verfahren sind Gegenstand der aktuellen Forschung.

## Sicherheitshinweise
Bei einer akuten Vergiftung tritt eine starke Reizung der Schleimhäute, insbesondere der Augen auf. Weiterhin sind gastrointestinale Störungen, eine Leberschädigung und Nierenfunktionsstörungen möglich. Der Stoff sollte als kanzerogen für den Menschen angesehen werden. In einer Trinkwasserstudie über 102 Wochen an Ratten fand man in den höchsten Dosisgruppen (bis 30 mg/kg Körpergewicht) erhöhte und in den beiden anderen Dosisgruppen leicht bzw. nicht erhöhte Inzidenzen an malignen Neubildungen verschiedener Lokalisation (Leber, Niere, Zunge, Mundhöhle, Schilddrüse).

## Externe Links zu erwähnten Verbindungen
1. ↑  Externe Identifikatoren von bzw. Datenbank-Links zu Diglycerin:  CAS-Nr.: 59113-36-9, EG-Nr.: 261-605-5, GESTIS: 147816, Wikidata: Q106636436.